# 12185 Гаспринський
12185 Гаспринський (12185 Gasprinskij) — астероїд головного поясу, відкритий 24 вересня 1976 року.
Тіссеранів параметр щодо Юпітера — 3,337.